# Recknitz
Il Recknitz (storicamente conosciuto come Raxa) è un fiume del Meclemburgo-Pomerania Anteriore, nella Germania nord-orientale.

## Storia
Nell'ottobre 955 la zona adiacente al fiume fu il luogo della famosa battaglia del Raxa tra l'esercito tedesco dell'imperatore Ottone I di Sassonia comandato da Gero il grande e gli Obodriti e altri guerrieri slavi sotto il principe Stoignew, fratello del principe Nakon.

## Geografia

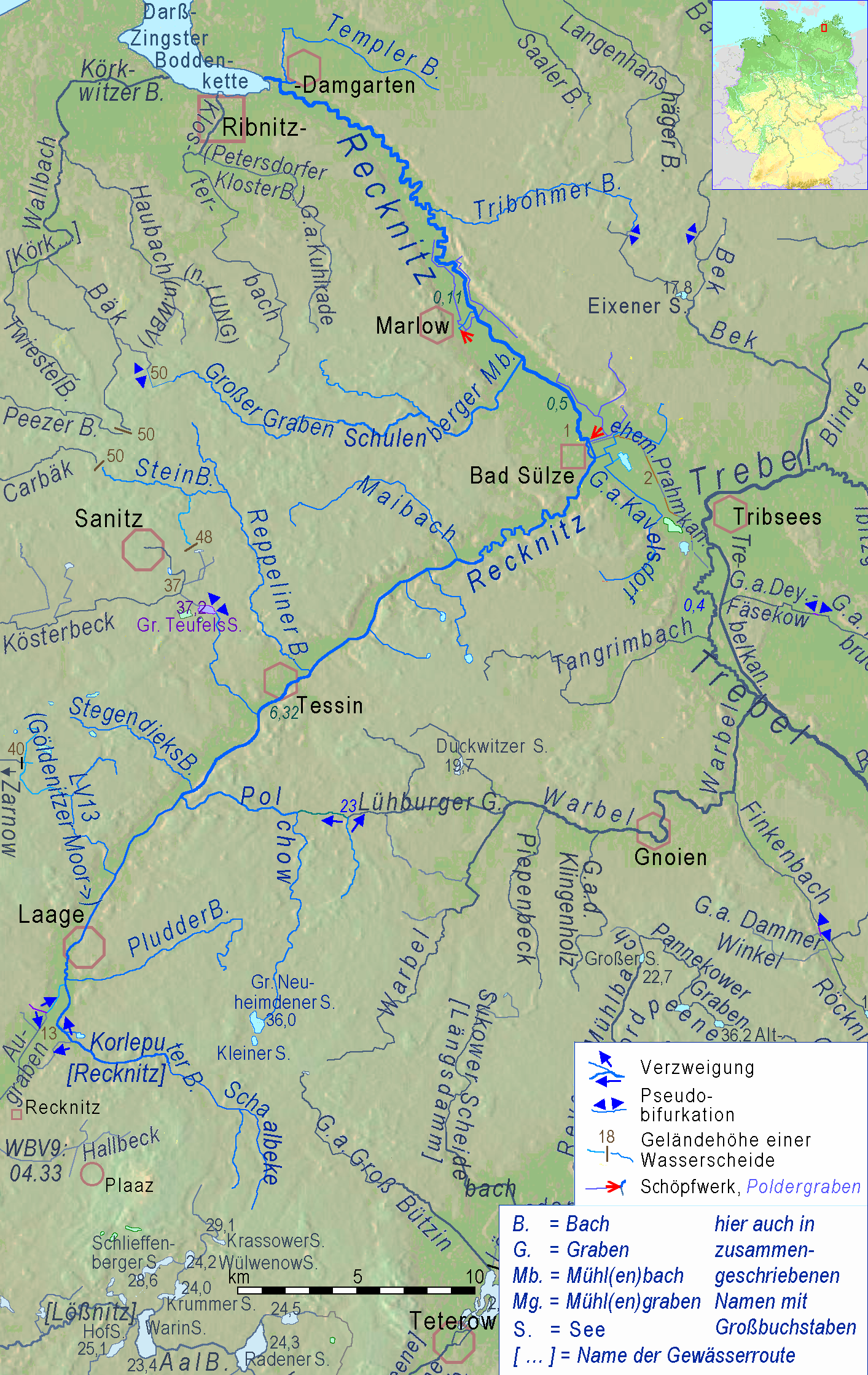
Fiume Recknitz e canali connettenti ad altri fiumi

La valle glaciale di Recknitz si spinge a sud fino alle alture di Glasewitz, vicino a Güstrow. Il fiume non ha una sorgente definita, ma piuttosto nasce da correnti e fossi.
Il basso Recknitz (da Ribnitz-Damgarten a Bad Sülze) è il confine storico tra Meclemburgo e Pomerania Anteriore. Oggi, comunque, è solo il confine tra la Chiesa Regionale Evangelico-Luterana del Meclemburgo e la Chiesa Evangelica della Pomerania.
Partendo da Tessin, il Recknitz è navigabile in canoa tutto l'anno. Negli ultimi anni, sono state prese delle misure, lungo il corso del fiume, per ripristinare l'ambiente naturale, rendendo il paesaggio considerevolmente più attraente agli occhi di alcune persone. D'altra parte, altri sostengono che il lavoro trasformerà molte parti del fiume in una palude selvaggia piena di canne. Lungo un tratto di 30 km, tre sezioni di riva sono state dichiarate aree naturali protette.
Il Recknitz sfocia nel Saaler Bodden, parte costiera del mar Baltico vicino a Ribnitz-Damgarten.